# Starogard (district)
Starogard (powiat starogardzki) is een Pools district (powiat) in de woiwodschap Pommeren. Het district heeft een oppervlakte van 1345,28 km² en telt 127.297 inwoners (2014).

## Steden
- Czarna Woda (Schwarzwasser)
- Skarszewy (Schöneck)
- Skórcz (Skurz)
- Starogard Gdański (Preußisch Stargard)

Stadsdistricten:
Gdańsk · Gdynia · Słupsk · Sopot

Districten:
Bytów · Chojnice · Człuchów · Gdańsk · Kartuzy · Kościerzyna · Kwidzyn · Lębork · Malbork · Nowy Dwór Gdański · Puck · Słupsk · Starogard · Sztum · Tczew · Wejherowo

Grootste steden:
Chojnice · Gdańsk · Gdynia · Kwidzyn · Lębork · Malbork · Rumia · Słupsk · Sopot · Starogard Gdański · Tczew · Wejherowo